# Sasha Zaitsoff
Sasha Zaitsoff (1990) è un ex sciatore alpino canadese.

## Biografia
Attivo in gare FIS dal dicembre del 2005, Zaitsoff ha esordito in Nor-Am Cup il 7 dicembre 2006 a Lake Louise in discesa libera (56º) e in Coppa del Mondo il 9 gennaio 2011 ad Adelboden in slalom speciale, senza completare la gara. Ha ottenuto il primo podio in Nor-Am Cup il 1º febbraio 2013 a Vail in slalom gigante (2º) e ai successivi Mondiali di Schladming 2013, sua unica presenza iridata, non ha completato la prova di slalom speciale.
La sua ultima gara in Coppa del Mondo è stata lo slalom speciale di Schladming del 28 gennaio 2014, che non ha portato a termine (così come tutte le 12 gare nel massimo circuito cui ha preso parte, tutti slalom speciali), e il 3 febbraio dello stesso anno ha ottenuto a Stowe in slalom gigante il suo ultimo podio in Nor-Am Cup (2º). Si è ritirato durante la stagione 2016-2017 e la sua ultima gara è stata uno slalom speciale universitario disputato ad Alyeska il 27 gennaio, non completato da Zaitsoff.

## Palmarès

### Nor-Am Cup
- Miglior piazzamento in classifica generale: 5º nel 2013
- 3 podi:
  - 2 secondi posti
  - 1 terzo posto

### Campionati canadesi
- 1 medaglia:
  - 1 argento (slalom speciale nel 2013)